# Oncousoecia canadensis
Oncousoecia canadensis is een mosdiertjessoort uit de familie van de Oncousoeciidae. De wetenschappelijke naam van de soort is voor het eerst geldig gepubliceerd in 1933 door Osburn.